# Ивичест бандикут
Ивичест бандикут (Perameles bougainville), също грубочетинест ивичест бандикут, е вид бозайник от семейство Бандикути (Peramelidae). Видът е застрашен от изчезване.

## Разпространение
Разпространен е в Австралия.